# Erich Hoepner
Erich Hoepner est un général allemand de la Seconde Guerre mondiale, né le 14 septembre 1886 à Francfort-sur-l'Oder et mort exécuté le 8 août 1944 à Berlin. Il participe à la campagne de Pologne, la campagne de France puis à l'invasion de l'Union soviétique dans l'avance sur Leningrad puis lors de la bataille de Moscou. Début janvier 1942, face à la contre-offensive soviétique, il replie ses troupes sur une ligne plus facile à défendre sans en informer son supérieur. Hitler le relève alors de son commandement et le chasse de l'armée. Il participe au complot du 20 juillet 1944 contre ce dernier, est jugé de manière expéditive, condamné à mort et pendu peu après.

## Biographie

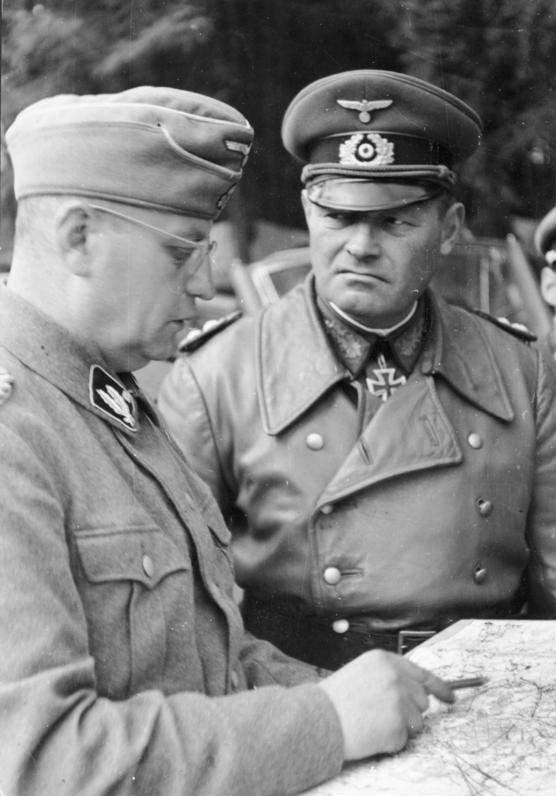
Hoepner (à droite) en octobre 1941 sur le front russe, en discussion avec le général SS Walter Krüger.

Erich Hoepner est le fils d'un médecin de Francfort-sur-l'Oder dans la province de Brandebourg. À partir de 1893, il étudie au lycée impératrice-Augusta (de). À la fin de sa scolarité, ayant obtenu son Abitur, Erich Hoepner s'engage comme Fahnenjunker dans le 13e régiment de dragons stationné à Metz. Erich Hoepner est officier de cavalerie pendant la Première Guerre mondiale, terminant la guerre au grade de Rittmeister. Il demeure dans la Reichswehr après la guerre et atteint le rang de Generalmajor en 1936. Hoepner est un des premiers partisans de l'utilisation des blindés au combat. Il est promu Generalleutnant en 1938 et reçoit le commandement du 16e corps de panzers. Il est General der Kavallerie dès 1939.

### Commandements durant la Seconde Guerre mondiale
Hoepner, surnommé der alte Reiter, « le Vieux Cavalier », participe aux invasions de la Pologne (septembre 1939) et de la France (mai-juin 1940), ce qui lui vaut la croix de chevalier de la croix de fer. Il est promu Generaloberst en juillet 1940.
Il reçoit le commandement du 4e groupe blindé en prévision de l'invasion de l'Union soviétique en juin 1941. Dans un ordre du jour à ses troupes en date du 2 mai 1941, préparatoire au déclenchement de l'opération Barbarossa, il proclame que la guerre contre la Russie est essentielle pour l'avenir du « peuple allemand », que ce conflit est en réalité la continuation du Drang nach Osten médiéval, le « combat historique » des Germains contre les Slaves, qu'une lutte à mort s'engage contre le judéo-bolchevisme ; il ajoute que la guerre qui va se déclencher a pour but la destruction de la Russie actuelle et la défense de « la culture européenne contre le déluge moscovite-asiatique ».
Son unité participe à la bataille de Moscou à la fin de l’année 1941. Le 1er janvier 1942, elle est renommée 4. Panzerarmee.
Dans les premiers jours de l'année 1942, sans l'accord de son supérieur, le Generaloberst von Kleist, Hoepner replie ses troupes face à la contre-offensive majeure des Soviétiques devant Moscou : il est relevé de son commandement le 8 janvier et exclu de l'armée.

## Participations à divers complots contre Hitler

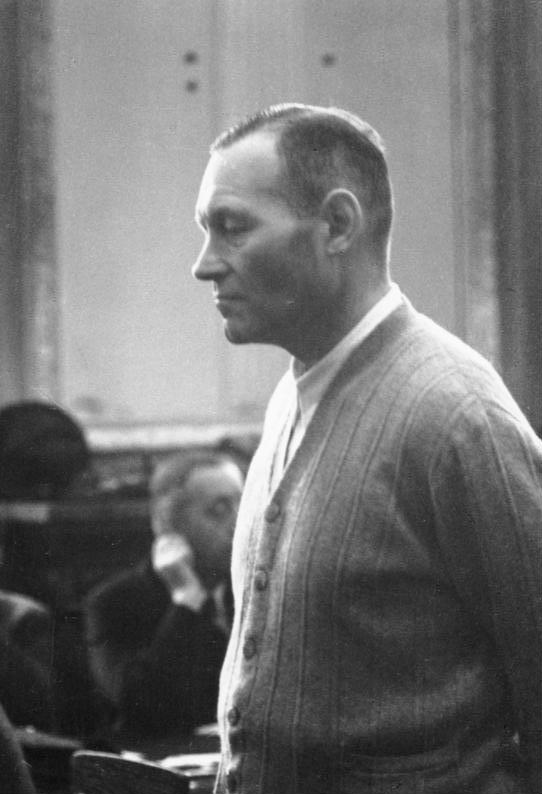
Hoepner, comparaissant en tenue civile devant le Volksgerichtshof, quelques jours avant d’être pendu.

Bien qu'opposé aux termes du traité de Versailles, il est l’un des premiers adversaires de l'accession de Hitler au pouvoir. Il participe à plusieurs complots pour le renverser en jouant un rôle de premier plan. Lors d'une de ces tentatives en 1938, la conspiration Oster, les troupes d’Hoepner ont pour mission de neutraliser les SS après la réussite de l'assassinat de Hitler, mais le plan échoue et le rôle qu'y a joué Hoepner n'est pas découvert.
Tout comme d'autres résistants conservateurs, Hoepner craint que les décisions stratégiques de Hitler ne conduisent l'Allemagne à sa perte. Après la bataille de France, ces craintes semblent non fondées et Hoepner devient moins critique à l'égard du Führer. Ce n'est que lorsque l'opération Barbarossa se trouve bloquée aux portes de Moscou, et qu'il est chassé de façon humiliante par Hitler, qu'il redevient un opposant actif.
Hoepner est un des conspirateurs du complot du 20 juillet 1944, mais cette fois il est arrêté après l'échec de la tentative de coup d'État. Il est torturé par la Gestapo. Jugé par le Volksgerichtshof, le « tribunal du peuple » institué par Hitler, Hoepner est condamné à mort. Il est pendu le 8 août, dans la prison de Plötzensee à Berlin.

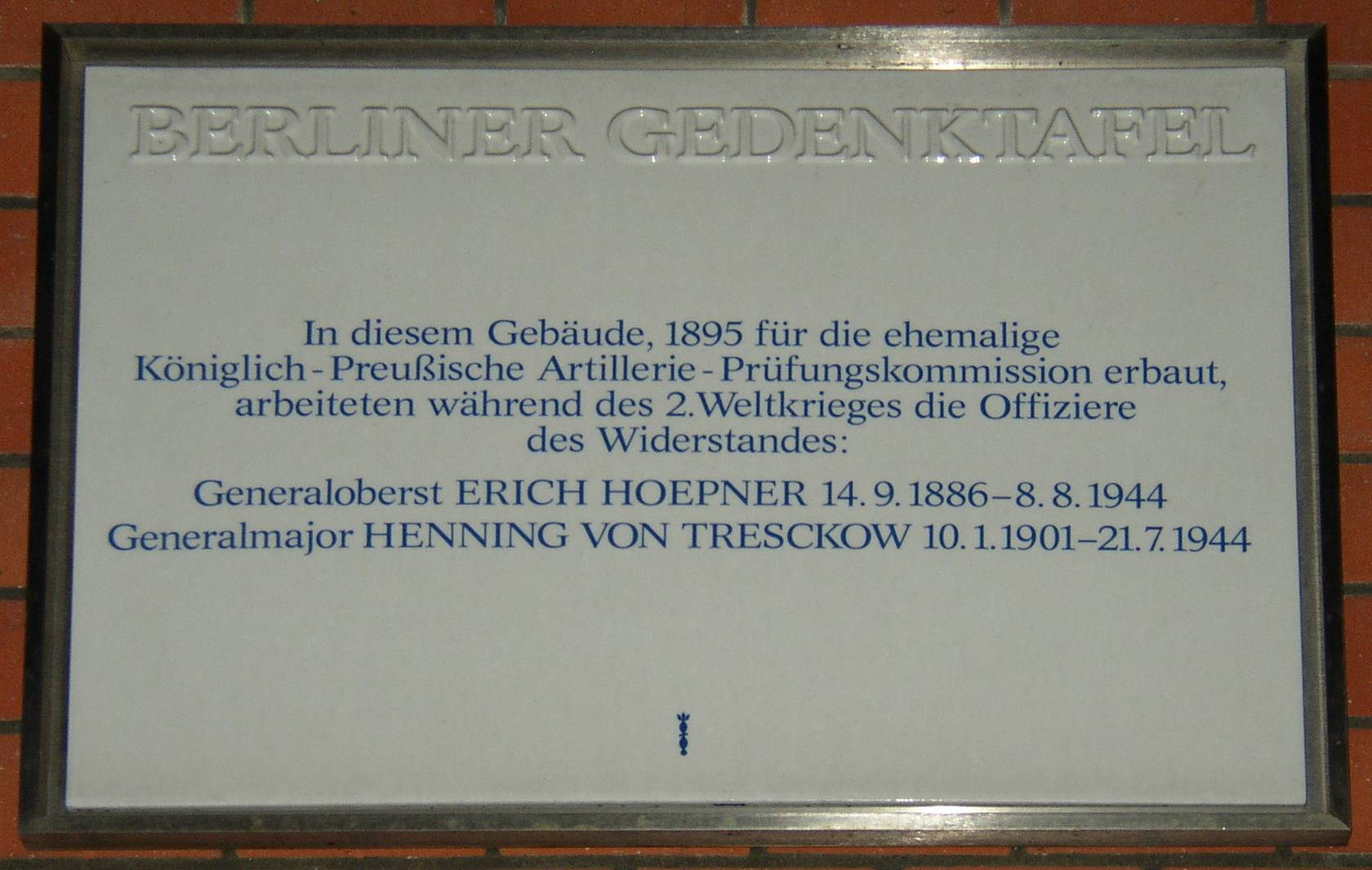
Plaque commémorative en l'honneur des généraux Hoepner et von Tresckow dans le à Berlin.

## Décorations
- Croix de fer (1914)
  - 2e classe
  - 1re classe
- Croix de chevalier de l'ordre royal de Hohenzollern avec glaives
- Croix d'honneur
- Agrafe de la croix de fer (1939)
  - 2e classe
  - 1re classe
- Croix de chevalier de la croix de fer
  - Croix de chevalier le 27 octobre 1939 en tant que General der Kavallerie et commandant du XVI. Armee-Korps